# Runcu Salvei
Runcu Salvei is een Roemeense gemeente in het district Bistrița-Năsăud.
Runcu Salvei telt 1423 inwoners.